# 牛軛礁

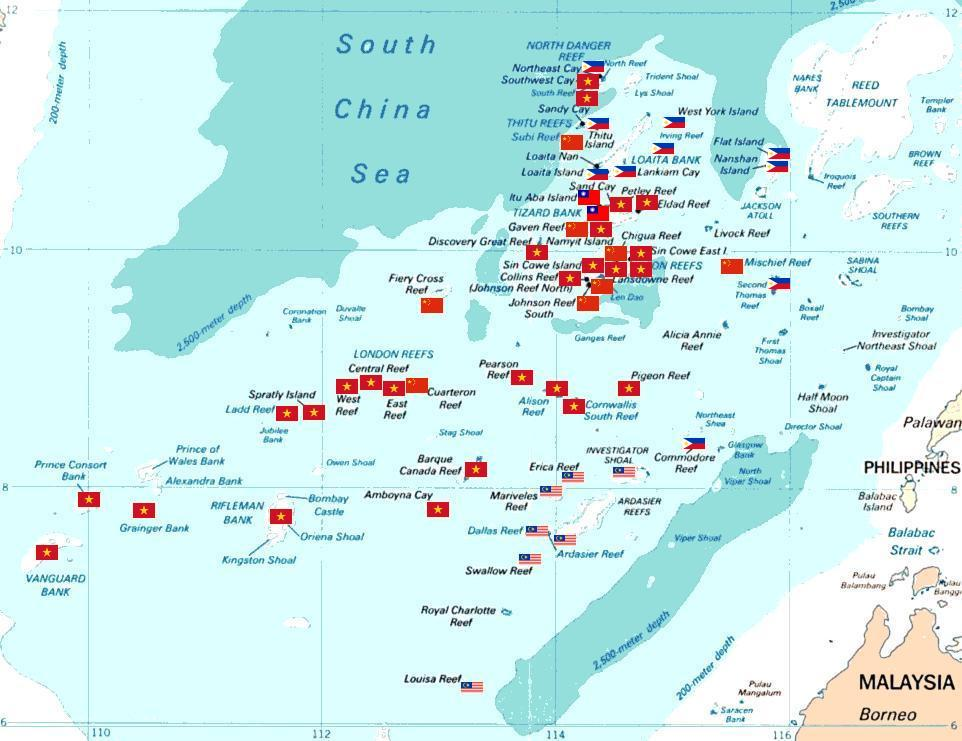
南沙諸島における南シナ海周辺諸国の実効支配状況

牛軛礁（英語：Whitsum Reef、ベトナム語：Đá Ba Đầu / 𥒥𠀧頭）は、南沙諸島のユニオン堆（英語：Union Banks、中国語: 九章群礁）と呼ばれる堆の中で最大の環礁である。干潮の時に露出し、牛軛のような形をしている。
中華人民共和国が牛軛礁を実効支配しているが、中華民国（台湾）、ベトナムとフィリピンも主権を主張している。

## 領有権問題
フィリピン政府は2021年3月20日、牛軛礁（フィリピン名：ジュリアンフェリペ礁）で今月7日に中国船220隻が係留されていたとする写真を公表した。
国営フィリピン通信（PNA）によると、フィリピンのデルフィン・ロレンザーナ国防相は21日に「中国に対し、この侵略をやめ、我々の海洋権を侵害して我々の領海に侵入している船舶を直ちに撤退させるよう要求する」と述べ「同地を軍事化する明らかな挑発行為」と位置付けた。